# Sant Joan de Mataplana
Sant Joan de Mataplana és una església romànica del municipi de Gombrèn (Ripollès) inclosa en l'Inventari del Patrimoni Arquitectònic de Catalunya.
Es troba a la vall de l'Espluga, isolada, davant de les restes del Castell de Mataplana, del qual n'era era la capella. És un edifici d'una sola nau trapezoïdal coberta amb volta de canó i absis semicircular ultrapassat amb volta de quart d'esfera, orientat a llevant. La porta oberta a la façana de ponent és amb arc de mig punt i a damunt hi ha un campanaret d'espadanya. Els murs són de carreus vistos, ben treballats a l'exterior, i l'interior ha estat repicat però resten visibles petits elements de decoració mural pintats al fresc. L'església data del 1175 i ha estat objecte de diverses restauracions, els anys 1618, 1859 i 1969.